# American Fiction
American Fiction (bra: Ficção Americana; prt: American Fiction) é um filme de comédia dramática estadunidense de 2023 escrito e dirigido por Cord Jefferson, em sua estreia na direção de longas-metragens. Baseado no romance Erasure de Percival Everett, de 2001, o filme segue um professor-romancista frustrado que escreve um livro estranhamente estereotipado por despeito, apenas para que seja publicado e receba fama e aclamação generalizadas. É estrelado por Jeffrey Wright, Tracee Ellis Ross, Issa Rae, Sterling K. Brown, John Ortiz, Erika Alexander, Leslie Uggams, Adam Brody e Keith David. Everett também é produtor executivo do filme ao lado de Rian Johnson.
American Fiction estreou no Festival Internacional de Cinema de Toronto em 8 de setembro de 2023, onde ganhou o People's Choice Award. Recebeu um lançamento limitado pela Amazon MGM Studios em 15 de dezembro de 2023, com uma expansão em 22 de dezembro de 2023. Foi eleito um dos 10 melhores filmes de 2023 pelo American Film Institute. No 96º Academy Awards, recebeu cinco indicações, incluindo "Melhor Filme", ganhando na categoria "Melhor roteiro adaptado" para Jefferson.

## Elenco
- Jeffrey Wright como Thelonious "Monk" Ellison
- Tracee Ellis Ross como Lisa Ellison
- Issa Rae como Sintara Golden
- Sterling K. Brown como Clifford "Cliff" Ellison
- John Ortiz como Arthur
- Erika Alexander como Coraline
- Leslie Uggams como Agnes Ellison
- Adam Brody como Wiley
- Keith David como Willy the Wonker
- Okieriete Onaodowan como Van Go Jenkins
- Myra Lucretia Taylor como Lorraine
- Raymond Anthony Thomas como Maynard
- Miriam Shor como Paula Bateman
- Michael Cyril Creighton como John Bosco
- J. C. MacKenzie como Carl Brunt
- Patrick Fischler como Mandel
- Ryan Richard Doyle como Ned

## Produção
Em 10 de novembro de 2022, foi noticiado que Jeffrey Wright foi escalado para um filme sem título, baseado no romance Erasure de Percival Everett. Cord Jefferson adaptaria o romance e dirigiria em sua estreia na direção. T-Street Productions e MRC Film foram responsáveis pela produção do filme. Em 2 de dezembro de 2022, foi anunciado que Tracee Ellis Ross também estrelaria o filme com Erika Alexander, Leslie Uggams, Sterling K. Brown, Myra Lucretia Taylor, John Ortiz, Issa Rae e Adam Brody. A produção do filme terminou em Boston no início de dezembro. Naquele mês, a Orion Pictures da Metro-Goldwyn-Mayer adquiriu os direitos de distribuição mundial do filme. Em julho de 2023, com o anúncio de sua estreia mundial, o título do filme foi relatado como American Fiction. É o primeiro filme da Orion a ser distribuído pela Amazon MGM Studios Distribution.

## Lançamento
American Fiction estreou no Festival Internacional de Cinema de Toronto em 8 de setembro de 2023, onde ganhou o People's Choice Award. Isso foi seguido por uma corrida no circuito de festivais, culminando em sua estreia nos Estados Unidos no Samuel Goldwyn Theater em Los Angeles em 5 de dezembro de 2023. Teve um lançamento limitado nos cinemas nos Estados Unidos em 15 de dezembro de 2023, com ampliação na semana seguinte (22 de dezembro de 2023). O filme foi inicialmente definido para uma data de lançamento em 3 de novembro de 2023, antes de mudar para a data atual. O filme foi programado para ser lançado no Reino Unido e na Irlanda pela Curzon Film em 2 de fevereiro de 2024.